# Al-Muzzammil
Al-Muzzammil (arabisch المزمل, DMG al-Muzzammil ‚Der sich eingehüllt hat‘) ist die 73. Sure des Korans, sie enthält 20 Verse. Ihr Titel bezieht sich auf den ersten Vers. In seiner Geschichte des Qorāns datiert Theodor Nöldeke diese Sure in die erste mekkanische Periode (610–615), mit Ausnahme der Verse 10, 11 und 20, die später in Medina hinzugefügt wurden.
Die Sure besteht zur Gänze aus Vorschriften zur Erfüllung des Pflichtgebets und kann inhaltlich in drei Teile aufgeteilt werden. Den ersten, namengebenden Vers Der du dich eingehüllt hast bringt Ibn Abbas in den Zusammenhang mit dem Erlebnis Mohammeds am Berg Hirā', als er den Erzengel Gabriel sah. Der erste Teil mit den Versen 1 bis 4 ist allgemein gehalten und ruft zum langsamen und deutlichen Vortrag der Koranverse auf. Der zweite Teil mit den Versen 5 bis 19 enthält einige Worte zum Gericht Gottes. Der lange Schlussvers nimmt wiederum Bezug auf den Inhalt des ersten Teils und gewährt für gewisse Personengruppen Erleichterung beim Verlesen der Koranverse. Auch sprachlich hebt sich der Schlussvers ab, indem erst hier der Endreim gebrochen wird, der die Verse 1 bis 19 abschließt.